# Грацки университет
Грацкият университет „Карл-Франц“ (на немски: Karl-Franzens-Universität Graz) е вторият най-голям и най-стар университет в Австрия, разположен в град Грац.

## История
Грацкият университет е основан в 1585 година от ерцхерцог Карл II. Той е вторият по-старост университет в Австрия. По-голямата част от съществуването си е управляван от католическата църква и е закрит в 1782 година от император Йозеф II, който се опитал да получи контрол над образователните учреждения. Йозеф II го преобразува в лицей за подготовка на прислуга и медицински персонал. В 1827 година Франц II възстановява статуса на университет на учреждението, което е отразено и в пълното му име. След 20 години основните принципи на университета са преосмислени в съгласие с идеите на Вилхелм фон Гумболдт университетът да стане автономен от държавата и църквата. Факултетът по католическа теология е запазен, но става един от шестте факултета на университета.
Лудвиг Болцман е професор в Грацкия университет два пъти (1869 - 1873 и 1876 - 1890) докато разработва статистическата си теория. Нобеловият лауреат Ото Леви преподава в Грацкия университет от 1909 до 1938 година. Нобеловият лауреат за 1936 година Виктор Франц Гес завършва Грацкия университет и преподава в него в периода от 1920 до 1931 година и от 1937 до 1938 година. В университета учат и преподават още серия изтъкнати учени и обществени дейци. Поради близостта му със словенската граница и двата града Любляна и Марибор, Грацкият университет традиционно привлича много словенски студенти.